# Bentivoglio de Bonis
Bentivoglio de Bonis (San Severino Marche, 1188 – San Severino Marche, 1232) è stato un presbitero italiano dell'Ordine dei frati minori; il suo culto come beato è stato confermato da papa Pio IX nel 1852.

## Biografia
Figlio di Giraldo e Albasia, si avvicinò all'ideale francescano affascinato dalla predicazione di Paolo da Spoleto e, recatosi ad Assisi, fu ammesso tra i frati minori dallo stesso Francesco.
Ordinato prete, abitò da solo nel convento di Ponte del Trave insieme con un lebbroso. Secondo la leggenda, avendo ricevuto dai superiori l'ordine di recarsi in un convento a una ventina di chilometri di distanza ma non volendo abbandonare da solo l'infermo, si caricò il lebbroso sulle spalle per portarlo con sé: il frate, miracolosamente, riuscì a percorrere la strada in breve tempo (tra il sorgere dell'aurora e l'apparire del sole) e senza fatica.

## Il culto
Papa Pio IX, con decreto del 20 settembre 1852, ne confermò il culto con il titolo di beato.
Il suo elogio si legge nel martirologio romano al 25 dicembre.